# Awarua (fleuve du Southland)
Ne doit pas être confondu avec Awarua (rivière).
Le fleuve Awarua (anglais : Awarua River) est un cours d’eau, qui coule à partir du lagon dit de lagon de Waiuna (en) jusque dans la Big Bay (en), aussi connue sous le nom de Baie d’Awarua, un décroché de l’extrémité nord des Fiordland dans l’Île du Sud de la Nouvelle-Zélande. 

## Géographie
L’embouchure du fleuve constitue l’extrémité nord de la plage de “Three Mile Beach», dans le cadre de «Big Bay beach». En amont, une des rivières qui alimentent le lagon de “Waiuna Lagoon” est la rivière Dry Awarua.
L’embouchure du fleuve Awarua est à l’extrémité ouest de la limite entre la région de la West Coast et le secteur du  Southland. Il formait autrefois la frontière entre la Province de Canterbury (en) et la Province d’Otago (en) quand elles furent créées en 1853.